# Drag Racer
Drag Racer é um jogo de corridas de arrancada online no PC criado para o jogador testar sua habilidade de arrancada com supercarros, e é o primeiro jogo. Existem fabricantes famosas como Audi, BMW Lamborghini e Porsche. O Drag Racer é um jogo que contém os carros: Hyundai Tiburon, Hummer H2, Audi TT Quattro, BMW Z4, etc.

## Versões
- Drag Racer (jogo em flash): Released in 2003[1]
- Drag Racer v2 (jogo em flash): Released in 2003[2]
- Drag Racer v3 (jogo em flash): Released in 2004 [3]
- Drag Racer: Pro Tuner (versão para iOS) [4]
- Drag Racer: Car Creator (versão para iOS)
- Drag Racer HD (versão para iOS)
- Drag Racer World (versão para iOS) [5]

## Carros
O jogo tem vários super carros com +5 Manufacturers:
- Acura Integre TypeR
- Acura NSX
- Acura RSX TypeS
- Aston Martin V12 Vanquish
- Audi S4
- Audi TT Quattro
- BMW 5 Series M Class
- BMW M3 (CS-L)
- BMW Z4
- BMW Z8
- Chevrolet Corvette Z06 (C5)
- Comet
- Dodge Charger R/T '69
- Dodge Stealth
- Dodge Viper GTS
- Dodge Viper SRT10
- Ferrari 360 Modena
- Ferrari F50
- Ford GT40
- Ford Mustang Cobra SVT
- Honda Accord
- Honda CRX
- Honda Civic SI
- Honda Civic Hatchback
- Honda Prelude
- Honda S2000
- Hummer H2
- Hyundai Tiburon GT
- Hyundai Tiburon
- Infiniti G35
- Lamborghini Murciélago
- Lexus IS300
- Lexus SC430
- Lotus Elise
- Mazda Protege
- Mazda RX-7
- Mazda RX-7 Spirit R
- Mazda RX-8
- McLaren F1 GT
- Mini Cooper S
- Mitsubishi Eclipse RSX '02
- Mitsubishi Eclipse GSX
- Mitsubishi 3000 GT
- Mitsubishi Lancer Evolution VIII
- Nissan 200SX (S15)
- Nissan 240SX (S13)
- Nissan 300ZX T
- Nissan 300ZX TT '90
- Nissan Sentra SE-R
- Nissan Skyline GT-R R33
- Nissan Skyline GT-R R34 V-Spec
- Nissan 350Z
- Plymouth Barracuda
- Porsche 911 Carrera S
- Porsche 911 GT1
- Porsche Carrera GT
- Saleen S7
- Shelby Mustang
- Subaru Impreza WRX
- Toyota Celica GT-S
- Toyota MR2
- Toyota Supra GZ
- Volkswagen Golf GTi

## Modos de Jogo
- New Game :É o modo na qual você inicia com $30,000 para comprar um carro que esteja disponível e, se sobrar dinheiro, personalize-o pra transformá-lo de um simples carro a um de estilo Drag Racer.
- Continue :É a opção que faz com que você recarregue seu Profile do New Game e continue sua carreira.
- Cheat Mode :É o modo que você inicia com $1,000,000 para comprar vários carros, e uma unidade do Comet, que custa $600,000. Dá para comprar mais de 10 unidades do Volkswagen Golf GTi. Neste modo você "aproveita" o dinheiro.